# Ri Song-hui
Ri Song-hui (kor. 리성희; ur. 3 grudnia 1978 roku) – północnokoreańska zawodniczka w podnoszeniu ciężarów. W 2002 roku zdobyła złoto na warszawskich mistrzostwach świata w podnoszeniu ciężarów. W tym samym roku zdobyła złoto na igrzyskach azjatyckich. Obydwa trofea zdobyła w kategorii 53 kg. Jej najlepszy rezultat to srebrny medal na Letnich Igrzyskach Olimpijskich w Sydney w kategorii do 58 kg. 